# Simulatie

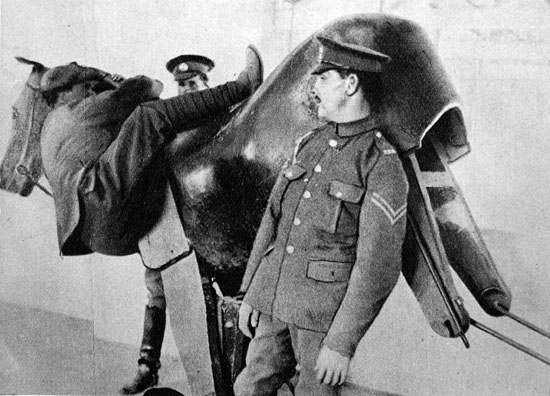
Een voorbeeld van een simulatie is deze paardrij-simulator

Een simulatie is een nabootsing van de werkelijkheid, in veel gevallen met behulp van een model van die werkelijkheid. Een simulatie is een dynamisch proces. Vanuit een gegeven uitgangssituatie, laat een simulatie zien hoe deze situatie verandert en zich ontwikkelt in de loop van de tijd. Het model geeft daarbij als het ware de regels aan volgens welke deze verandering plaatsvindt.

## Toepassingen
Modellen zijn er in vele vormen en dientengevolge geldt hetzelfde voor simulaties. Zo kan het besturen van een trein of vliegtuig via een simulatie worden nagebootst, of de gevolgen van een stormvloed, maar ook de politieke besluitvorming in een gemeenteraad of de ontwikkeling van de nationale economie.
Voordelen van een simulatie zijn dat deze plaatsvindt in een gecontroleerde, welomschreven omgeving, en dat deze kan worden uitgevoerd zonder de werkelijkheid te beïnvloeden. De lessen die uit een simulatie worden geleerd kunnen vervolgens worden gebruikt om in de werkelijkheid verstandige beslissingen te nemen en fouten te vermijden.
Als het model geen goede beschrijving van de werkelijkheid is, het vertrekpunt verkeerd is gekozen, onjuiste veronderstellingen worden gemaakt of geen rekening wordt gehouden met onzekerheden, kan simulatie echter leiden tot het trekken van voorbarige of foute conclusies. Een extreem voorbeeld daarvan treft men aan in de psychiatrie, als iemand een ziekte, probleem of klacht voorwendt of veinst: deze persoon simuleert gedrag dat hoort bij een model (zoals een ziektebeeld) dat zijn werkelijke toestand niet goed beschrijft.
Fiscaal gezien spreekt men van simulatie wanneer de contractpartijen de gevolgen van hun overeenkomst niet aanvaarden.

## Computer
De computersimulatie in de toegepaste wetenschap is tegenwoordig zo bekend dat deze voor leken vaak als 'de' simulatie geldt. Veel vakgebieden kennen modellen die zo uitgebreid of complex zijn dat simulaties zonder een krachtige computer eenvoudig niet mogelijk zouden zijn. Zo gebruikt de verkeerskunde computers voor modellen om de verkeersafwikkeling mee na te bootsen. In de meteorologie zijn computers onontbeerlijk voor de weersvoorspelling.

## Soorten simulatie
Simulaties kunnen verschillende doeleinden dienen en verschillen dan ook navenant van vorm. Zo kan er onderscheid worden gemaakt tussen:
- simulaties die de werkelijke ontwikkeling zo getrouw mogelijk nabootsen, of juist de gevolgen van een ingreep daarin of een onverwachte gebeurtenis;
- deterministische simulaties die volledig causaal zijn bepaald, en stochastische simulaties die een element van willekeur toelaten (bijvoorbeeld op basis trekkingen volgens een kansverdeling);
- simulaties binnen een bekende (tijds-)ruimte en simulaties die dienen voor het maken van (toekomst-)voorspellingen;
- simulaties die geheel 'op papier' plaatsvinden en simulaties, bijvoorbeeld in spelvorm, waar menselijke beslissingen onderdeel van uitmaken.[1]